# Sukničkář
Sukničkář (v originále Le Cavaleur) je francouzský hraný film z roku 1979, který režíroval Philippe de Broca podle vlastního scénáře. Snímek měl světovou premiéru dne 17. ledna 1979.

## Děj
Klavírista Édouard Choiseul je padesátník, který stále svádí ženy. Jeho manželka mu to snáší, ale jednoho dne mu pohrozí, že si i ona může najít milence.

## Obsazení
| Jean Rochefort       | Édouard Choiseul            |
| Nicole Garcia        | Marie-France                |
| Annie Girardotová    | Lucienne                    |
| Lucienne Legrand     | matka Marie-France          |
| Danielle Darrieuxová | Suzanne Taylor              |
| Catherine Alric      | Muriel Picoche              |
| Carol Lixon          | Pompon                      |
| Jean Desailly        | Charles-Edmond              |
| Lila Kedrova         | Olga                        |
| Philippe Castelli    | Marcel                      |
| Dominique Probst     | vedoucí orchestru           |
| Raoul Guylad         | Vova, člen Tria Léningrad   |
| Tomas Hnevsa         | Sacha, člen Tria Léningrad  |
| Oleg Oboldouieff     | Gricha, člen Tria Léningrad |
| Peggy Besson         | Édouardova dcera            |
| Julie Besson         | Édouardova dcera            |
| Sophie Holtham       | Édouardova dcera            |
| Anne-Emilie Roy      | dívka                       |
| François Viaur       | správce konzervatoře        |
| Marie Guilbert       | paní Pons                   |
| Catherine Leprince   | Valentine                   |
| Gaëtan Noël          | vedoucí hotelu              |
| Serge Coursan        | strýc Valentine             |
| José Noguéro         | markýz d'Albufera           |
| Yvon de Broca        | hrabě de la Guérinière      |
| Michel Degand        | Jean-Luc Tillard-Duval      |
| Madeleine Colin      | sekretářka Olgy             |
| Xavier Saint-Macary  | Georges Jussieu             |
| Georges Anderson     | pan Baltimore               |
| Anna Gaylor          | správce                     |
| Jacques Jouanneau    | majitel železářství         |
| Florent Boffard      | André Le Goff               |
| Serge Coursan        | Raoul de Figeac             |
| Jean-Marie Bon       | přítel Le Goffa             |
| Alain Gomis          | syn Baltimorových           |
| Mame Awa Indoye      | dcera Baltimorových         |
| Catherine Floch      | Brigitte                    |
| Raymond Leplont      | klient v železářství        |
| Gilbert Préneron     | zvukař                      |
| Philippe Cachet      | manžel Pompom               |
| Arnaud Bompis        | snoubenec Valentine         |
| Frédérique Lafond    | přítekyně Valentine         |
| Michel Oudart        | žák                         |